# Халилл, Таня
Та́ня Хали́лл (порт. Tânia Khalil, настоящее имя — Та́ня Кали́л Па́дис Ка́мпос порт. Tânia Calil Padis Campos; 8 июля 1977, Сан-Паулу, Бразилия) — бразильская актриса.

## Биография
Таня Калил Падис Кампос (настоящее имя Тани Халилл) родилась 8 июля 1977 года в Сан-Паулу (Бразилия) в семье педиатра Эмилиано Кампос и психолога Терезины Калил Кампос. У Тани есть старшая и младшая сёстры — Беатрис Кампос и Мариана Кампос.

## Карьера
В 1983—1999 годах Таня профессионально занималась балетом.
В 2002 году Таня начала кинокарьеру и прославилась с ролью Налвы из телесериала «Хозяйка судьбы» (2004—2005), в который она попала благодаря личному знакомству с режиссёром Вольфом Майя. 

Я очень переживаю за Налву, и восхищаюсь ею, потому что она живёт чувствами, отказывается носить маску. Нужно очень много мужества, чтобы признаться в любви так, как это сделала она. Я в чём-то похожа на неё, но я более уравновешенная, спокойная, домашняя, я всегда обдумываю каждый свой шаг. Если бы я влюбилась в брата своего мужа, я бы, наверное, сбежала от этой любви. Но моя жизнь после этого была бы серой. Жизнь без любви всегда серая.— Халилл о своей героине
 В 2009 году сыграла одну из самых яркий своих ролей — бразильянку Дуду в сериале «Дороги Индии», влюбленную в индийца, где она играла в паре с Родриго Ломбарди. У этой пары было много поклонников, но в итоге большинство решило не оставлять их вместе. В 2011 году сыграла скромную учительницу бразильской литературы Летисию, влюблённую в своего соседа Хуана Гильерме, модель и красавца (Карлос Касаргранде). В 2012 году сыграла турчанку Айлу, тихую, скромную и домашнюю женщину, которая отвоевала свою любовь заботой и лаской, партнёром её был Домингес Монтаньер. В 2013 году сыграла танцовщицу из кабаре Далию, где вновь была в паре с Домингесом Монтаньером.

## Личная жизнь
С 10 декабря 2005 года Таня замужем за музыкантом Жаиром Оливейра (род.1975). У супругов есть две дочери — Изабелла Оливейра (род.10.07.2007) и Лаура Оливейра (род.05.03.2011).
Рост Тани — 1,66 см.